# ناوچه دماوند
ناو دماوند یک ناوچه کلاس موج است که در تاریخ ۱۸ اسفند ۱۳۹۳ به ناوگان شمال نیروی دریایی ارتش جمهوری اسلامی ایران پیوست. این ناوچه که مقامات ایران آن را ناوشکن می‌نامند، دومین ناو از کلاس موج است که بر مبنای ناومحافظ‌های ساخت انگلستان کلاس سام (الوند) در بخش صنایع دریایی شهید تمجیدی ساخته شد و از مشخصات و تجهیزات و تسلیحات مشابه با همتای بندرعباسی خود ناوچه جماران بهره می‌برد.
ناوچه دماوند ۲۷ اسفند ۱۳۹۱ طی مراسمی با حضور محمود احمدی‌نژاد رئیس‌جمهور وقت ایران در بندر انزلی با عنوان "جماران-۲" به آب انداخته شد. دماوند در تیرماه ۱۳۹۳ وارد مرحله تست و آزمایش شد و پس از پشت سر گذاشتن تست‌های SAT, HAT و دریانوردی‌های آزمایشی سرانجام در روز ۱۸ اسفند ۱۳۹۳ به ناوگان شمال و منطقه چهارم نیروی دریایی ارتش جمهوری اسلامی ایران پیوست و تبدیل به بزرگ‌ترین کشتی جنگی ایران در این منطقهٔ دریایی شد.
این ناوچه ابتدا "ولایت" نام داشت و سپس به "جماران-۲" یا موج-۲" مشهور شد اما در انتها به نام مرتفع‌ترین کوه ایران، کوه دماوند نام‌گذاری شد. علت تغییر نام ناو دماوند مشخص نیست اما این رویه تغییر نام‌گذاری در نام‌گذاری کشتی‌های جنگی معمول است، البته این کلاس از روی پلتفرم کلاس الوند ساخته شده که به‌نام کوه و قله‌های ایران نام‌گذاری شده‌اند.
این ناوچه در ۲۰ دی ۱۳۹۶ با موج‌شکن بندر انزلی برخورد کرد و ۱۸ روز بعد، به زیر آب رفت و غرق شد.

## رونمایی
در تاریخ ۲۰ اسفند ۱۳۹۱ مراحل به آب‌اندازی این ناوچه در بندر انزلی آغاز شد. پس از گذشت دو روز از شروع مجموعه فعالیت‌های به آب‌اندازی، خبر رسمی آن منتشر شد. سرانجام این ناوچه در تاریخ ۱۸ اسفند ۱۳۹۳ در بندر انزلی و با حضور محمود احمدی‌نژاد، رئیس‌جمهور وقت، به‌طور رسمی رونمایی شد.
در مراسم الحاق، رئیس سازمان صنایع دریایی وزارت دفاع و پشتیبانی نیروهای مسلح ضمن تشریح ۱۲ سامانهٔ نصب شده روی ناوشکن دماوند، گفت: «سامانه‌های رادار هوایی پیشرفته ۳ بعدی، رادار سطحی، هدایت آتش، جنگ‌های الکترونیکی، جنگ‌های نوین، سامانه هوشمند حل مسئله تیر، سامانه مدیریت نبرد، سامانه مخابراتی امن، شفت و پروانه گام متغیر، کنترل و نشان‌دهنده یکپارچه، نشست و برخاست بالگرد در شب و کشف و اطفاء حریق سازگار با محیط زیست بر روی ناوشکن جمهوری اسلامی ایران دماوند نصب شده‌است».

## مشخصات فنی
احمد وحیدی وزیر دفاع وقت جمهوری اسلامی ایران در ۲۷ اسفند ۱۳۹۱ گفت: ناوشکن جمارانِ پیشرفته حدود ۱۰۰ متر طول و بیش از ۱۳۰۰ تن وزن دارد.
همچنین به گفتهٔ احمد وحیدی، وزیر دفاع وقت جمهوری اسلامی ایران، این ناوچه از نظر طراحی و ساخت کاملاً بومی بوده و با همکاری نزدیک حدود ۴۰۰ دانشگاه، مرکز تحقیقاتی و تولیدکنندگان و صنایع ایرانی ساخته شده‌است. این ناوشکن از جدیدترین تجهیزات ناوبری و سامانه‌های پیچیده دفاعی برخوردار است.
خبرگزاری ایرنا به نقل از «یوری بوندار» کارشناس نظامی روس نوشت: جماران ۲ از نظر مشخصات فنی به ناوچه‌های روسی داغستان و تاتارستان (ناوچه کلاس ژپارد) که سرگروه ناوگان روسیه در دریای خزر هستند شباهت دارد.

## حادثه
در روز چهارشنبه ۲۰ دی ۱۳۹۶ (۱۰ ژانویهٔ ۲۰۱۸)، ناوچه دماوند در حال ورود به بندر انزلی به موج‌شکن شرقی این بندر برخورد کرد و دچار سانحه شد.

### علت حادثه
علت دقیق برخورد به موج شکن تا این لحظه مشخص نیست و تنها عامل اعلام شده توسط روابط عمومی نیروی دریایی ارتش «افزایش سرعت باد و طوفان شدید» است.
ابتدا خبرگزاری‌های ایرانی گفتند «آسیب‌های وارده ناچیز بوده و صدمه وارده در زمان کوتاهی برطرف خواهد شد.» اما بعد از بررسی‌های دقیق‌تر و طی توضیحات ارائه شده توسط امیر شاهین تقی‌خوانی، سخنگوی ارتش و امیر دریادار امیر رستگاری، رئیس سازمان صنایع دریایی وزارت دفاع اعلام کردند: «مشخص شد میزان خسارت و آسیب وارد شده جدی بوده و ناوشکن موصوف نیاز به تعمیر و بازسازی اساسی دارد.» اکثر صدمات، در ناحیه سازه اصلی ناو وارد شده و تمام سامانه‌های حیاتی توسط پرسنل متخصص از ناوشکنِ آسیب‌دیده جدا و برای نصب مجدد پس از تعمیرات اساسی و احیاء ناوشکن به کارخانجات کشتی‌سازی شهید تمجیدی وزارت دفاع و پشتیبانی نیروهای مسلح منتقل شد.

### کشته شدگان
۱۸ سرنشین در هنگام وقوع حادثه داخل ناوچه دماوند بوده‌اند که شش نفر از آن‌ها در لحظات اولیه به داخل دریا پرت شدند. منابع خبری غیررسمی از نجات ۴ نفر از این افراد خبر می‌دهند و دو نفر دیگر، جان باختند.
بنابر گزارش منابع خبری پس ۱۶ روز عملیات جست‌وجو، پیکر ۲ نفر از پرسنل ناوچه دماوند در دریای خزر پیدا شد.
اسامی جان‌باختگان:
- ناوبان دوم امیر باسره طارمسری
- ناوسروان بیژن زارع[۱۸][۱۹]

### غرق شدن
پس از ۱۸ روز از حادثه در تاریخ ۸ بهمن ۱۳۹۶ در پی انتشار فیلمی که مربوط به غرق شدن ناوچه دماوند است، خبرگزاری‌ها غرق شدن این ناوچه را اعلام کردند. سرتیپ دوم تقی‌خانی، سخنگوی ارتش جمهوری اسلامی ایران گفت: 
با توجه به عمق کم‌آب در محل سانحه که حدود ۴ الی ۵ متر است امکانِ (کامل) غرق شدنِ ناوشکن دماوند وجود ندارد و برای جابجایی بلوک‌های بدنه لازم است قسمت‌های به هم متصل شده، جدا و برای تعمیر و بازسازی اساسی به کارخانه کشتی‌سازی منتقل شود. مشابه این‌گونه سوانح و چنین اقداماتی برای مهار سانحه و احیای کشتی‌های نظامی در صنعت دریایی جهان به‌طور معمول وجود دارد. در این فرایند طی ۲۴ ساعت گذشته به علت طوفان شدید و بالا آمدن سطح آب دریا قسمت روسازه آلومینیومی که به‌طور کامل تخلیه و برای جابه‌جایی آماده شده بود به آب افتاده و باقی‌ماندهٔ بدنهٔ شناور، به پهلوی راست قرار گرفته‌است که بلافاصله پس از بهبود شرایط جوی در اولین فرصت، این بخش از بدنهٔ شناور و سایر قسمت‌های باقی‌مانده نیز جدا و به کارخانه منتقل می‌شود. وی همچنین افزود: هیچ محدودیتی برای احیای مجدد ناوشکن دماوند وجود ندارد و به‌دلیل بومی بودن تمام بخش‌های آن با انتقال قطعات جداشده به‌زودی عملیات احیاء ناوشکن دماوند و بازگشت آن به چرخه عملیات آغاز می‌شود.

### احیاء
بر اساس اعلام سخنگوی ارتش جمهوری اسلامی ایران مقرر شده‌است که عملیات جداسازی، برداشت و احیای این شناور انجام شود، با جدا کردن بلوک‌های سازه، این کشتی جنگی به کارخانجات کشتی‌سازی شهید تمجیدی منتقل می‌شود.

## در آثار هنری
امیر تتلو، خواننده و ترانه‌سرا، موزیک ویدئوی ترانهٔ انرژی هسته‌ای خود را بر عرشهٔ این ناو، فیلم‌برداری کرد که در بحبوحهٔ تصویب برجام وایرال شد.

## پی‌نوشت‌ها
1. ↑  "همه تغییرات و ویژگی‌های جدیدترین ناوشکن ایران +عکس". 19 March 2013. Retrieved 9 July 2018.
2. ↑  Silverstone, Paul H. (2008), "Naval Intelligence", Warship International, International Naval Research Organization, 45 (1): 13, JSTOR 44895054
3. ↑  Silverstone, Paul H. (September 2015), "Naval Intelligence", Warship International, International Naval Research Organization, 52 (3): 188, JSTOR 44894486
4. ↑  همه تغییرات و ویژگی‌های جدیدترین ناوشکن ایران +عکس. Mashregh News. Retrieved 29 June 2015.
5. ↑  TABNAK، تابناک | (۱۸ اسفند ۱۳۹۳). «ناوشکن پیشرفته «دماوند» را بیشتر بشناسید». fa. دریافت‌شده در ۲۰۲۲-۰۹-۰۳.
6. 1 2  «ناوشکن دماوند غرق شد/توضیح ارتش+ عکس و فیلم». جامعه خبری تحلیلی الف. ۲۰۱۸-۰۱-۲۸. دریافت‌شده در ۲۰۲۲-۰۹-۰۳.
7. ↑  «وزیر دفاع: ناوشکن جماران ۲ به زودی در دریای خزر به آب انداخته می‌شود». ایسنا. ۲۰۱۳-۰۳-۱۲. دریافت‌شده در ۲۰۲۲-۰۹-۰۳.
8. ↑  «اسامی ۱۲ سامانه جدید ناوشکن «دماوند»». مشرق نیوز. ۲۰۱۵-۰۳-۰۹. دریافت‌شده در ۲۰۲۲-۰۹-۰۳.
9. ↑  قابلیت‌های جماران ۲ از زبان وزیر دفاع بایگانی‌شده  در ۲۰ مارس ۲۰۱۳ توسط Wayback Machine خبرگزاری فارس
10. ↑  نخستین جزئیات از ناوشکن جماران ۲[پیوند مرده] شبکه خبر
11. ↑  10 (۲۰۱۳-۰۳-۲۶). «ساخت ناوشکن 'جماران ۲'، اثبات توانمندی دفاعی ایران و تحقق شعار 'ما می‌توانیم'». ایرنا. دریافت‌شده در ۲۰۲۲-۰۹-۰۳.
12. ↑  «دلیل بروز حادثه ناوشکن دماوند اعلام شد». خبرگزاری موج. دریافت‌شده در ۲۰۱۸-۰۱-۲۹.
13. ↑  «برخورد ناو جنگی ایرانی با موج شکن در دریای خزر». مشرق نیوز. ۲۰۱۸-۰۱-۱۰. دریافت‌شده در ۲۰۱۸-۰۱-۲۹.
14. ↑  «آسیب وارد شده به ناوشکن دماوند جدی است/ جستجو برای یافتن دو نفر از همرزمان ادامه دارد». ایسنا. ۲۰۱۸-۰۱-۱۵. دریافت‌شده در ۲۰۱۸-۰۱-۲۹.
15. ↑  «آخرین وضعیت «ناوشکن دماوند»». مشرق نیوز. ۲۰۱۸-۰۱-۲۷. دریافت‌شده در ۲۰۱۸-۰۱-۲۹.
16. ↑  «وقوع سانحه برای ناوچه نیروی دریایی ایران در دریای خزر». بی‌بی‌سی فارسی. ۲۰ دی ۱۳۹۶.
17. ↑  «برخورد ناوشکن نیروی دریایی ایران با موج شکن در بندر انزلی». رادیو فردا. ۲۱ دی ۱۳۹۶.
18. 1 2  «کشف پیکر دومین شهید حادثه برخورد ناو دماوند». مشرق نیوز. ۲۰۱۸-۰۱-۲۶. دریافت‌شده در ۲۰۱۸-۰۱-۲۹.
19. ↑  Sputnik. «اطلاعیه ارتش ایران درخصوص حادثه ناوشکن دماوند». ir.sputniknews.com. دریافت‌شده در ۲۰۱۸-۰۱-۲۹.
20. ↑  نیوز، اخبار روز ایران و جهان | آفتاب (۸ بهمن ۱۳۹۶). «ناوشکن دماوند غرق شد؟ +فیلم». fa. دریافت‌شده در ۲۰۲۲-۰۹-۰۳.
21. ↑  YJC، خبرگزاری باشگاه خبرنگاران | آخرین اخبار ایران و جهان | (۸ بهمن ۱۳۹۶). «ناوشکن دماوند غرق شد +فیلم». fa. دریافت‌شده در ۲۰۲۲-۰۹-۰۳.
22. 1 2  «جزئیات جدید از ناوشکن دماوند». مشرق نیوز. ۲۰۱۸-۰۱-۲۸. دریافت‌شده در ۲۰۱۸-۰۱-۲۹.
23. ↑  «تشریح جزئیات حادثه ناوشکن دماوند/ هیچ محدودیتی برای احیای مجدد ناوشکن دماوند وجود ندارد | شبکه اطلاع‌رسانی مرصاد». www.mersadnews.ir. دریافت‌شده در ۲۰۱۸-۰۱-۲۹.
24. ↑  «عاقبت ناوشکن جماران چه می‌شود؟ / غرق یا احیا؛ مسئله این است!». www.khabaronline.ir. دریافت‌شده در ۲۰۱۸-۰۱-۲۹.
25. ↑  Bobbio, Emanuele (9 May 2018), Winning Back the "Left Behind": Iran's New Nationalist Agenda, Istituto Affari Internazionali (IAI), p. 8, JSTOR resrep19666